# Az osztrák császárok címei
Az Osztrák Császárság uralkodóinak teljes címe (Große Titel des Kaisers von Österreich) tartalmazza mindazon uralkodói, fejedelmi címeket, rangokat, egyéb, az Osztrák Birodalom irányítása alá tartozó országok vezetői címeit, melyeket a Habsburg–Lotaringiai-ház feje a Császárság megalakulásától kezdve viselt.

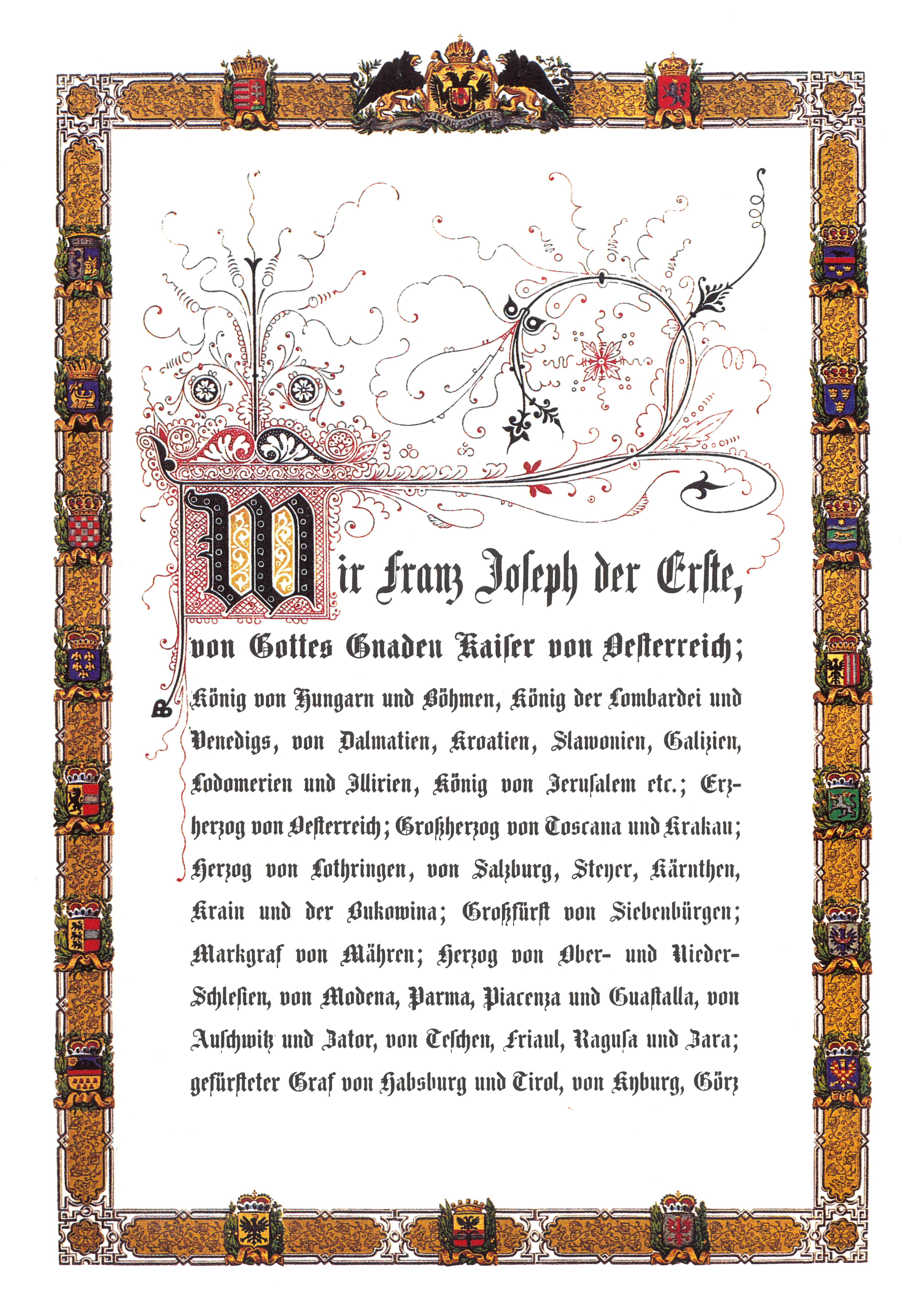
A Februári Pátens első oldala – az okirat hosszasan foglalkozik az uralkodó címeinek felsorolásával

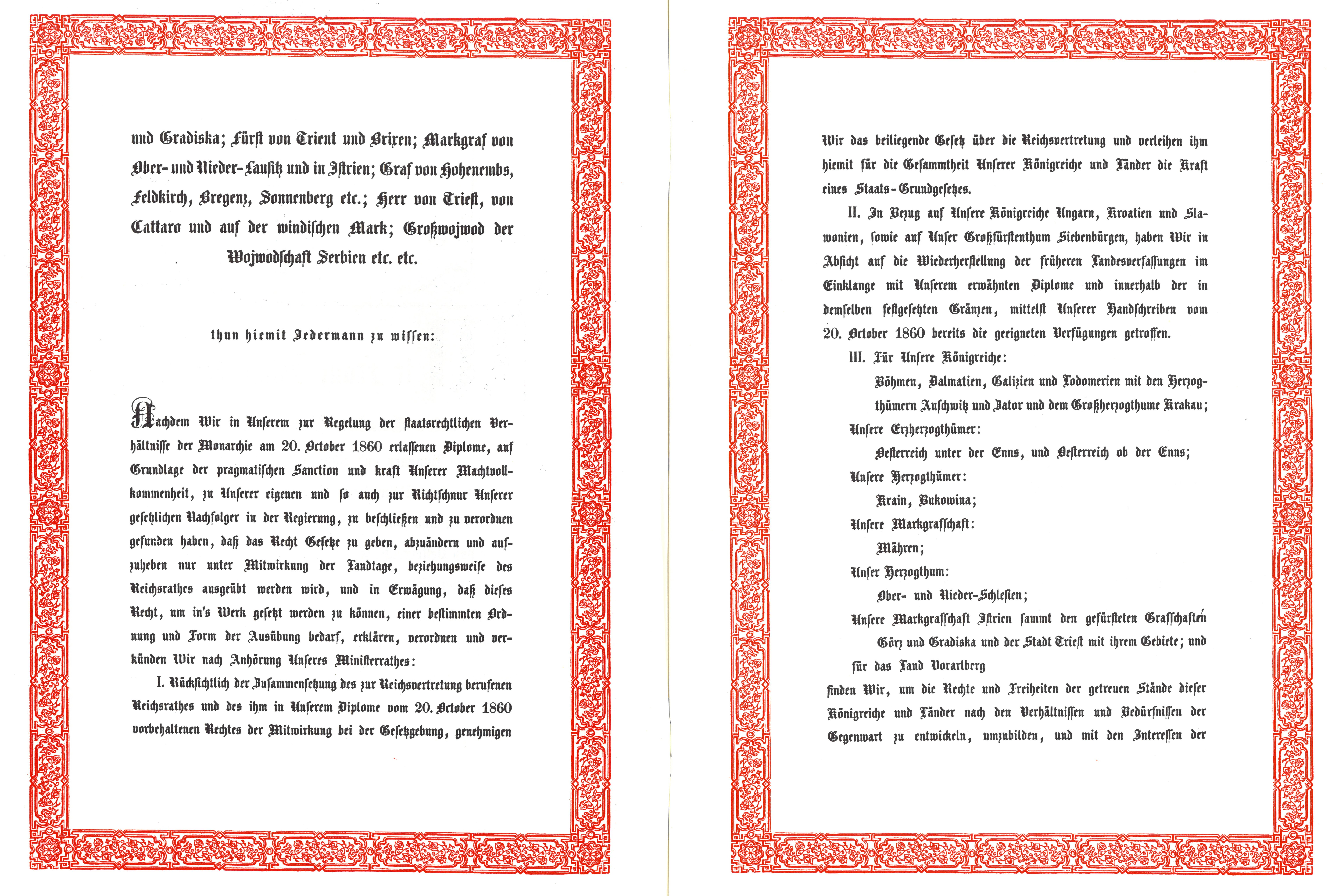
A Februári Pátens második és harmadik oldala

## Az osztrák császárok címei
Ausztria uralkodói 1804–1918 között nemcsak az Osztrák Császárság (hivatalosan: A Birodalmi Tanácsban Képviselt Királyságok és Országok, németül: Die im Reichsrate vertretenen Königreiche und Länder) császárai, valamint a Magyar Királyság apostoli királyai (Apostolische König von Ungarn) voltak, hanem rengeteg egyéb uralkodói címmel rendelkeztek a Birodalom tartományaiban, melyek legtöbbször középkori maradványként őrződtek meg a császár címzésében.

## A hivatalos uralkodói cím
I. Ferenc József 1869. január 29-én az alábbi címek birtokában volt:
| Ő császári és apostoli királyi felsége I. Ferenc József Isten kegyelméből Ausztria császára, Magyarország apostoli királya, Csehország, Dalmácia, Horvátország, Szlavónia, Galícia, Lodoméria és Illíria királya; Jeruzsálem királya stb.; ausztriai főherceg; Toszkána és Krakkó nagyhercege; Lotaringia, Salzburg, Steyer, Krajna és Bukovina hercege; Erdély nagyfejedelme, Morávia őrgrófja; Alsó- és Felső-Szilézia, Modena, Párma, Auschwitz, Zator, Teschen, Friauli, Raguza és Zára hercege; Habsburg, Tirol, Kyburg, Görz és Gradiska hercegesített grófja; Trient és Brixen hercege; Alsó- és Felső-Lausitz és Isztria őrgrófja; Hohenems, Feldkirch, Bregenz, Sonnenberg grófja stb.; a Szerb Vajdaság és a Temesi Bánság fővajdája stb., stb. |
A Habsburg Birodalom uralkodói 1866. október 3-ig Lombardia és Velence királyai is voltak.